# Almuñécar
Almuñécar este un municipiu din Spania, situat în provincia Granada din comunitatea autonomă Andaluzia. Are o populație de 27.544 de locuitori.